# کاروانسرای (گوینوجک)
کاروانسرای (به ترکی استانبولی: Kervansaray) یک منطقهٔ مسکونی در ترکیه است که در گوینوجک واقع شده‌است.